# قضية قلايفتز

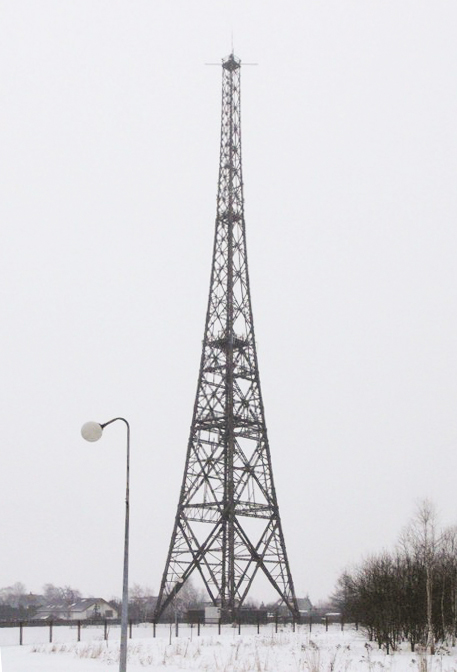
برج راديو قلايفتز اليوم.وهو أعلى هيكل خشبي في أوروبا.

كانت حادثة قلايفتز هجوماً مزيفاً نفذته قوات نازية تظاهرت بأنها بولندية في 31 أغسطس\آب 1939 ضد محطة راديو ألمانية تدعى سيندر قلايفتز في قلايفتز، في سيليزيا العليا في ألمانيا (منذ عام 1945: كليفيتزة، بولندا) عشية الحرب العالمية الثانية في أوروبا.
هذا الاستفزاز كان الأكثر شهرة بين عدة إجراءات في عملية هيملر، وهي سلسلة من العمليات غير التقليدية والتي نفذتها وحدات النخبة النازية (تعرف أيضاً باسم الأس أس SS أو شوتزشتافل) بغرض تحقيق أهداف البروباجاندا الألمانية النازية مطلع الحرب. قصد بها خلق مظهر من العدوان البولندي ضد ألمانيا من أجل تبرير غزو بولندا الذي لحقها.

## الأحداث في قلايفتز
الكثير مما نعرفه عن حادثة قلايفتز يأتي من شهادة خطية تحت القسم من ألفريد ناويوكس في محاكمات نورمبرغ، حيث قال في شهادته أن الحادثة رتبت بناء على أوامر من راينهارد هيدريش وهاينرش مولر، رئيس الجستابو.
في ليلة 31 أغسطس-آب 1939، قامت مجموعة صغيرة من العملاء الألمانيين يرتدون الزي البولندي بقيادة ناويوكس بالاستيلاء على محطة قلايفتز وبث رسالة قصيرة معادية لألمانيا باللغة البولندية (تختلف المصادر حول مضمون الرسالة). كان هدف الألمان هو الإيحاء بأن الهجوم والرسالة التي تم بثها هما صنيعة مخربين بولنديين معادين لألمانيا.
ولجعل الهجوم يبدو أكثر اقناعاً، جلب الألمان فرانتشيزك هونيوك، وهو سيليزي ألماني معروف بتعاطفه مع البولنديين، حيث تم اعتقاله في اليوم السابق من قبل الجستابو . تم إلباس هونيوك ليبدو وكأنه مخرب، ثم تم قتله بحقنة مميتة، وأطلق عليه عيارات نارية، ثم ترك ميتاً في مكان الحادث حتى يبدو وكأنه قتل أثناء مهاجمته للمحطة. لاحقاً تم تقديم جثته كدليل على الهجوم للشرطة والصحافة.
بالإضافة إلى هونيوك، تم الإبقاء على عدة سجناء آخرين من معتقل داخاو لهذا الغرض. وكان الألمان يشيرون إليهم بالعبارة الرمزية "Konserve " أي الطعام المعلّب. ولهذا السبب، تشير بعض المصادر بشكل خاطئ إلى هذه الحادثة باسم «عملية المعلّبات».

## السياق
كانت حادثة قلايفتز جزءاً من عملية أكبر نفذتها آبفير Abwehr (المخابرات العسكرية الألمانية) وقوات الأس أس. وفي نفس وقت هجوم قلايفتز، تم تدبير حوادث أخرى من قبل ألمانيا على طول الحدود الألمانية البولندية مثل إحراق منزل في الممر البولندي وإطلاق بروباغندا كاذبة. يتألف المشروع بأكمله - والذي أطلق عليه اسم عملية هيملر - من 21 حادثة بالمجمل، وكان يهدف إلى الإيحاء بمظهر عدوان بولندي على ألمانيا.
لعدة أشهر قبل الغزو عام 1939، قامت الصحف الألمانية والسياسيون مثل أدولف هتلر باتهام السلطات البولندية بتنظيم أو غض النظر عن تطهير عرقي وحشي ضد العرق الألماني في بولندا.
شنت ألمانيا في اليوم التالي لهجوم قلايفتز - 1 سبتمبر أيلول 1939 - عملية فال فيس (غزو بولندا) بادئة الحرب العالمية الثانية في أوروبا. وفي نفس اليوم في كلمة أمام مجلس النواب الألماني، ذكر أدولف هتلر 21 حادثة حدودية ثلاث منها وصفت بأنها خطيرة جداً كتبرير لخطوات ألمانيا «الدفاعية» ضد بولندا. وكان قبل بضعة أيام فقط - في 22 أغسطس آب - قد أخبر جنرالاته: «سأعطي سبباً دعائياً لبدء الحرب، سواء كان قابلاً للتصديق أم لا. المنتصر لا يُسأل عما إذا كان قد قال الحقيقة».

## ردود الفعل الدولية
استدعي مراسلون أمريكيون لمكان الحادث في اليوم التالي، ولكن لم يسمح لأطراف محايدة بالتحقيق بتفاصيل الواقعة وكان الرأي العام الدولي يشكك بالرواية الألمانية للحادثة.

## ظهورها في الأفلام
تم تحويل الحادثة إلى عدة أفلام سينمائية: Der Fall Gleiwitz من إخراج جيرهارد كلاين (1961)، استديوهات DEFA (الاسم بالإنكليزية The Gleiwitz Case ، بالعربية قضية قلايفتز)، وهو فلم ألماني شرقي يعيد بناء الأحداث. وقد أعلن في ألمانيا الغربية أنه أفضل فلم قدمته DEFA على الإطلاق.[بحاجة لمصدر]
Operacja Himmler فلم بولندي يغطي الأحداث. ويتضمن كل من فلمي Hitler's SS: A Portrait In Evil من إخراج جيم غودارد (1985)، وDie Blechtrommel الحادثة بشكل موجز. كما تم استعمال الحادثة في لعبة فيديو Codename Panzers والتي تسببت بجدل في بولندا لأن اللاعبين الذين يجهلون تاريخ الحادثة فسروا الدعاية الألمانية الأصلية حول الحادثة والموجودة في اللعبة على أنها حقائق تاريخية.

## للمزيد طالع
- John Toland, Adolf Hitler : The Definitive Biography , ISBN 0-385-42053-6.
- Dennis Whitehead, "The Gleiwitz Incident", After the Battle Magazine Number 142 (March 2009)
- Stanley S. Seidner, Marshal Edward Śmigły-Rydz Rydz and the Defense of Poland , New York, 1978.

## وصلات خارجية
- Part I Blitzkrieg September 1, 1939: a new kind of warfare engulfs Poland, TIME, Monday, August 28, 1989
- Radio Tower Museum in Gliwice: Gliwice provocation. Broadcasting station.
- (بالروسية) Мой сайт@Mail.Ru - Сервис бесплатного хостинга
- (بالألمانية)

```
Museum der Rundfunkgeschichte und der Medienkunst – Rundfunksender Gliwice
 
نسخة محفوظة
 10 نوفمبر 2005 على موقع 
واي باك مشين
.
```

- (بالبولندية) 65 lat temu wybuchła wojna: